# Star Wars: The Old Republic
Star Wars: The Old Republic (engl. f. Sternenkriege: Die alte Republik, kurz: SWTOR) ist ein Online-Rollenspiel (MMORPG), das im Jahre 2011 von Electronic Arts veröffentlicht wurde. Es wurde im Jahre 2008 von dem Unternehmen LucasArts angekündigt und ist nach Star Wars Galaxies aus dem Jahre 2003 das zweite MMORPG, welches im Star-Wars-Universum angesiedelt ist. Das Spiel wurde am 20. Dezember 2011 veröffentlicht und im November 2012 durch eine Free-to-play-Variante ergänzt.

## Handlung
Die Geschehnisse von Star Wars: The Old Republic sind etwa dreihundert Jahre nach denen von Star Wars: Knights of the Old Republic angesiedelt und spielen mehr als 3.000 Jahre vor dem Aufstieg Darth Vaders (Star Wars Episode III). Die in Star Wars übliche Zeitrechnung, VSY bzw. NSY (Vor bzw. Nach der Schlacht von Yavin) ist hier nicht verwendbar, weshalb eine neue Zeitrechnung eingeführt wurde. Diese bezeichnet sich vor oder nach dem Vertrag von Coruscant und wird so mit VVC oder NVC angegeben.
„Die Galaktische Republik war seit Jahrhunderten eine Bastion des Friedens in einer Galaxis voller verfeindeter Sternensysteme. Unter dem Schutz ihrer treuen Jedi-Wächter galt die Republik als größte Hoffnung auf den Fortschritt der Zivilisation und der galaktischen Einheit.
Tief im unbekannten Raum jedoch wurde ein mächtiges Sith-Imperium geschaffen, angeführt von dunklen Sith-Lords, die von der Herrschaft über die ganze Galaxis und der Rache an ihren uralten Jedi-Feinden träumten. Nach Jahrhunderten der Vorbereitung war die Zeit für die Rückkehr der Sith gekommen.
Mit einer riesigen Flotte und einer Angst einflößenden Armee furchtloser Truppen startete der Sith-Imperator einen Überraschungsangriff, dem in kurzer Zeit Dutzende von Planeten im Outer Rim zum Opfer fielen und der einen Krieg auslöste, den die Geschichte der Galaxis so noch nicht erlebt hatte.
Von den Eisflächen Ilums bis zu den Wüsten Dathomirs ließen Millionen in gnadenlosen Schlachten ihr Leben. Trotz einer Neutralitäts-Erklärung wurden die Gebäude auf der Oberfläche des mit Wasser bedeckten Planeten Manaan komplett zerstört, was die Selkath dazu zwang, sich in ihre Welt unter dem Ozean zurückzuziehen. Anderen Sternen-Systemen erging es sogar noch schlechter – sie wurden zerstört oder unbewohnbar. Das blutige Treiben fand erst mit der Plünderung von Coruscant, dem Regierungssitz der Republik, ein Ende. Das Sith-Imperium nötigte den Senat der Republik zur Unterzeichnung eines für die Republik ungünstigen Friedensvertrag – dem Vertrag von Coruscant.
Seit der Unterzeichnung des Vertrags befindet sich die Galaxis in ständiger Angst und Unsicherheit, was es dem Sith-Imperator erlaubt, seine eigenen geheimen Pläne zu verfolgen, während die Republik versucht, ihre Infrastruktur neu aufzubauen und ihre militärischen Möglichkeiten an die neue Lage anzupassen.
Zurzeit haben sich die Spannungen zwischen der Republik und dem Imperium erneut verschärft und es ist zu einer Reihe von Grenzverletzungen und Stellvertreterkriegen gekommen, die sogar vor friedlichen Planeten wie Alderaan nicht haltmachen. Der unsichere Waffenstillstand des Vertrags von Coruscant verliert schnell seine Gültigkeit und eigentlich fehlen nur noch die offiziellen Kriegserklärungen, um von einem offenen Krieg zu sprechen.
Eine neue Generation von Helden der hellen und dunklen Seite macht sich auf, die Schwierigkeiten dieser chaotischen Zeiten zu meistern und in diesem hoffnungslosen Zeitalter für das Schicksal der Galaxis zu kämpfen.“

## Spielprinzip

### Rassen und Klassen
Während der Charakterauswahl muss der Spieler sich einer der beiden Fraktionen „Das Sith-Imperium“ oder „Die Galaktische Republik“ anschließen. Die spielbaren Rassen sind bisher der Mensch, die Chiss, die Cathar, die Togruta, die Twi'lek, die Zabrak, die reinrassigen Sith, die Miraluka, eine Rasse, die sich ohne Augen entwickelt hat und nur mit Hilfe der Macht sehen kann, die Mirialaner, die Rattataki und auch Cyborgs, die ursprünglich Menschen waren. Die Wahl der Rasse wird durch die jeweilige Klasse eingeschränkt, wobei diese Einschränkungen durch Vermächtnisvorteile aufgehoben werden können. Jede Rasse besitzt eine eigene Sozialfähigkeit, die jedoch keinerlei Vorteile mit sich bringt. Die mit Patch 2.1 eingeführte Rasse der Cathar (eine katzenartige Spezies) muss über den Kartellmarkt erworben werden, was auch für die mit Patch 3.3 eingeführten Togruta gilt.
Insgesamt stehen acht Klassen zur Verfügung: der Soldat, der Schmuggler, der Jedi-Ritter und der Jedi-Botschafter auf Seiten der Republik und der imperiale Agent, der Kopfgeldjäger, der Sith-Krieger und der Sith-Inquisitor auf Seiten des Sith-Imperiums.
Diese acht Klassen spalten sich im späteren Spielverlauf jeweils in zwei weitere Unterklassen auf. Frank Gibeau, Präsident von EA Games, erklärte im Juni 2011, jede der Klassen weise rund 200 Stunden Spielzeit auf, hierbei wären das Crafting, Raids und Mehrspielerinhalte noch nicht eingerechnet.

### Synchronisation der Klassen
The Old Republic ist eines der wenigen MMORPGs mit voller Synchronisation. Das heißt, dass alle Dialoge vollständig vertont sind. Somit hat jede Klasse jeweils einen männlichen und einen weiblichen Sprecher.
| Die Klasse       | Geschlecht | Englische Version | Deutsche Version    |
| ---------------- | ---------- | ----------------- | ------------------- |
| Jedi-Ritter      | männlich   | David Hayter      | Matthias Keller     |
| Jedi-Ritter      | weiblich   | Kari Wahlgren     | Marion von Stengel  |
| Jedi-Botschafter | männlich   | Nolan North       | Patrick Elias       |
| Jedi-Botschafter | weiblich   | Athena Karkanis   | Kathrin Spielvogel  |
| Soldat           | männlich   | Brian Bloom       | Swen Mai            |
| Soldat           | weiblich   | Jennifer Hale     | Nina Hecklau-Denker |
| Schmuggler       | männlich   | Maury Sterling    | Dieter Gring        |
| Schmuggler       | weiblich   | Kath Soucie       | Sandra Lühr         |

| Die Klasse       | Geschlecht | Englische Version | Deutsche Spielversion |
| ---------------- | ---------- | ----------------- | --------------------- |
| Sith-Krieger     | männlich   | Mark Bazeley      | Rasmus Borowski       |
| Sith-Krieger     | weiblich   | Natasha Little    | Friederike Solak      |
| Sith-Inquisitor  | männlich   | Euan Morton       | Joachim Pütz          |
| Sith-Inquisitor  | weiblich   | Xanthe Elbrick    | Gisa Bergmann         |
| Kopfgeldjäger    | männlich   | Tom Spackman      | Tobias Brecklinghaus  |
| Kopfgeldjäger    | weiblich   | Grey DeLisle      | Sabine Fischer        |
| Imperialer Agent | männlich   | Bertie Carvel     | Philipp Baltus        |
| Imperialer Agent | weiblich   | Jo Wyatt          | Stephanie Damare      |

### Planeten
Der Spieler hat die Möglichkeit viele der Planeten zu bereisen, die bereits aus den Star-Wars-Filmen oder von KotOR bekannt sind. Zusätzlich gibt es noch einige neue Planeten und Sternensysteme zu entdecken. Ein Großteil der Handlung findet hier statt, jedoch gibt es auch Quests auf den Raumschiffen der Spieler oder Ziele, die nur mit einer speziellen Mission (teilweise klassenbeschränkt) bereist werden können (z. B. Raumstationen oder spezielle Schiffe). Zudem haben die Spieler die Möglichkeit, mit ihrem Raumschiff an Weltraumschlachten teilzunehmen. Folgende Planeten und Monde können aktuell (Stand: Patch 3.1) entdeckt werden: Alderaan, Balmorra, Belsavis, Corellia, Coruscant (nur für die Republik) (Hauptwelt der Republik), CZ-198, Dromund Kaas (nur für das Imperium) (Hauptwelt des Imperiums), Hoth, Hutta (nur für das Imperium), Ilum, Korriban (nur für das Imperium), Makeb (nur mit der digitalen Erweiterung „Aufstieg des Huttenkartells“), Nar Shaddaa, Ord Mantell (nur für die Republik), Oricon, Quesh, Rishi, Taris, Tatooine, Tython (nur für die Republik), Voss, Yavin 4 und Ziost. Auf vielen Planeten sind die Gegner in zwei verschiedene Levelbereiche aufzuteilen, die sich von Gebiet zu Gebiet noch näher definieren lassen. Der erste Bereich entspricht der Levelempfehlung der normalen Story, während der zweite Bereich dem Level der Bonusserie angepasst ist, einer Questserie, die man nach Beenden der Story optional bearbeiten kann. Meistens, jedoch nicht immer, schließt der Level der Bonusserie direkt an die normale Story an.

### Crew-Fähigkeiten
Jeder Spieler hat die Möglichkeit, seinen Charakter drei Crew-Fähigkeiten erlernen zu lassen, die in Handwerks-, Sammel- und Missionsfähigkeiten unterteilt werden. Es können maximal eine Handwerksfähigkeit sowie zwei bis drei Sammel- oder Missionsfähigkeiten erlernt werden.
Hervorzuheben ist hierbei, dass die Gefährten des Spielers diese Fähigkeiten ausführen. Der Spieler selbst kann nur Sammelfähigkeiten verwenden.
| Typ                | Fähigkeit       | Beschreibung |
| ------------------ | --------------- | --- |
| Sammelfähigkeit    | Archäologie     | Sammeln von Kristallformationen und archäologischen Funden                                                      |
| Sammelfähigkeit    | Bioanalyse      | Sammeln von genetischem Material von Lebewesen und Vegetation                                                   |
| Sammelfähigkeit    | Hacken          | Fähigkeit, auf gesicherte Computersysteme und Tresorkisten zuzugreifen um wertvolle Objekte zu erhalten         |
| Sammelfähigkeit    | Plündern        | Fähigkeit, Teile und Materialien wie Metalle, Legierungen und synthetische Komponente zu bergen                 |
| Handwerksfähigkeit | Biochemie       | Herstellung von medizinischen Vorräten, chemischen Seren und biologischen Implantaten                           |
| Handwerksfähigkeit | Cybertech       | Herstellung von Droidenrüstungen, Ohrstücke, Granaten, Armierung, Modifikationen und Apparaten                  |
| Handwerksfähigkeit | Kunstfertigkeit | Konstruktion von Lichtschwertmodifikationen, Aufrüstungen und Fokussen für z. B. Farbkristalle                  |
| Handwerksfähigkeit | Rüstungsbau     | Fähigkeit um Rüstung für Machtfremde Anwender zu erstellen                                                      |
| Handwerksfähigkeit | Synth-Fertigung | Fähigkeit zur Herstellung von Rüstungen für Machtanwender                                                       |
| Handwerksfähigkeit | Waffenbau       | Fähigkeit um Blaster, Blastermodifikationen und Nahkampfwaffen herzustellen                                     |
| Missionsfähigkeit  | Diplomatie      | Führen von Verhandlungen um z. B. medizinische Vorräte zu erhalten                                              |
| Missionsfähigkeit  | Ermittlung      | Untersuchung geheimer Informationen um z. B. erforschte Gemische zu erhalten                                    |
| Missionsfähigkeit  | Schatzsuche     | Fähigkeit, kostbare Objekte wie z. B. Edelsteine, Tresorkisten und Gefährten-Geschenke zu erhalten              |
| Missionsfähigkeit  | Unterwelthandel | Austausch von Gütern und Diensten auf dem galaktischen Schwarzmarkt für z. B. Luxusstoffe und Unterweltmetallen |

### Gilden
Mehrere Spieler können sich auf einem Server in Gilden zusammenschließen. Zur Gründung einer Gilde werden mindestens 4 Spieler und 5000 Credits benötigt, welche die Gilde beim Gildenregistrar auf der Flotte oder der Hauptwelt der jeweiligen Fraktion registrieren. Der Name der Gilde wird frei gewählt und muss pro Server einmalig sein. Ein Spieler übernimmt den Rang des Gildenmeisters. Innerhalb der Gilde gibt es jeweils noch verschiedene weitere Ränge. Die anderen Spieler starten nach Beitritt in eine Gilde auf dem Rang Akolyth (bei Gilden unter der Leitung von Gratisspielern Rekrut) und können vom Gildenmeister in höhere Ränge erhoben werden. Zusätzlich kann jeder Spieler ab einem bestimmten Rang die Ränge von anderen Spielern, die sich mindestens 2 Ränge unter ihm befinden, eingeschränkt verändern. So kann zum Beispiel ein Spieler auf dem 5. Rang einen anderen Spieler des 1. Ranges bis in den 3. Rang erheben, aber auch wieder herabsetzen. Erhebt der Gildenmeister eine Person allerdings ebenfalls auf den 5. Rang können die beiden sich nicht gegenseitig herunter- oder heraufstufen.
Seit dem Erscheinen des Patches 1.2 wurden Gildenbanken eingeführt, um das Austauschen von Spielgegenständen zu erleichtern. Gildenbanken haben mehrere Bankfächer mit jeweils 90 Slots, die jeweils einzeln freigeschaltet werden, außerdem kann in einer Gildenbank eine unbegrenzte Menge an Spielwährung gelagert werden.
Mit Update 2.9 und der Erweiterung Galactic Strongholds wurden Gildenfestungen und Gildenschiffe eingeführt.
Die aktuell (Patch 4.6) maximale Mitgliederzahl von Gilden beträgt 1000 Charaktere.

### Gefährten
Im Laufe seines Star-Wars-Abenteuers kann der Spieler auf die Hilfe sogenannter Gefährten zurückgreifen, die den Spieler begleiten und im Kampf unterstützen. Außerdem können sie Crew-Fähigkeiten ausüben oder die wertlosen Gegenstände aus dem Inventar des Charakters verkaufen. Auf dem Weg zur Maximalstufe schließen sich immer mehr Gefährten dem Spieler an, bis das Limit der verfügbaren Gefährten von derzeit neun pro Charakter erreicht ist. Die Gefährten besetzen unterschiedliche Rollen. So gibt es schadensausteilende Gefährten im Fernkampf oder Nahkampf, sowie auch verteidigende Fernkampf und Nahkampf-Gefährten oder heilende Gefährten.
Jede Klasse hat 5 individuelle Gefährten, zusätzlich bekommt man zusammen mit dem persönlichen Schiff einen Droiden als Gefährten, 2V-R8 auf Imperiumsseite bzw. C2-N2 auf Republikseite. Durch eine Questreihe kann man zusätzlich den Attentäterdroiden HK-51 freischalten, die Ewok Treek gibt es gegen Echtgeld im Kartellmarkt. Spieler, die am 11. August 2015 über ein aktives Abonnement verfügten, erhielten außerdem zum Release von Knights of the Fallen Empire Nico Okarr als Gefährten. Beim Start der Erweiterung Knights of the Fallen Empire verlassen die fünf alten Gefährten aus der Klassen-Story zunächst den Spielcharakter und kehren dann im Verlauf der weiteren Geschichte jedoch teilweise zurück. Durch die Handlung der Erweiterungen kommen mehrere gemeinsame Gefährten für alle Klassen hinzu.

### Vermächtnis
Sobald der Spieler Level 10 seines ersten Charakters auf einem Server erreicht hat, wird sein Vermächtnis freigeschaltet. Das Vermächtnis ist im übertragenen Sinn als Nachname für alle Charaktere eines Spielers anzusehen, welches jedoch viele Vorteile bietet. Unterteilt sind diese in globale (betreffen alle Charaktere des Spielers auf einem Server) sowie charakterspezifische (bieten nur Vorteile für den jeweiligen Charakter) Vorteile. Zu den globalen Vorteilen gehören z. B. die Freischaltung von Komfortfunktionen wie reduzierte Abklingzeit der Schnellreise oder Sozialfunktionen wie spezielle Emotes. Charakterspezifische Vorteile sind z. B. die Freischaltung von Erfahrungsboosts für das Leveln von weiteren Charakteren im selben Vermächtnis auf demselben Server.

### Operationen
Das Ziel der sogenannten Operationen ist es, gemeinsam mit anderen Spielern seines Servers starke NPCs zu bezwingen und dadurch gute Ausrüstungsgegenstände und viele Erfahrungs- und Sozialpunkte zu erhalten.
Der Spielinhalt (mit Erweiterungen) umfasst derzeit 12 instanziierte Operationen: „Die Ewige Kammer“, „Karragas Palast“, „Explosiver Konflikt“ (Denova genannt), „Schrecken aus der Tiefe“ (Asation genannt), „Toborros Hof“, „Abschaum und Verkommenheit“ (Darvannis genannt), „Die Schreckensfestung“, „Der Schreckenspalast“, „Die Wüter“, „Tempel des Opfers“, „Götter aus der Maschine“ und „Die Natur des Fortschritts“. Die 8- bzw. 16-Spieler-Versionen werden als Operationen bezeichnet und sind nur für den derzeitigen Maximallevel des Hauptspiels (50) oder der Erweiterungen „Aufstieg des Huttenkartells“ (55) und „Shadow of Revan“ (60) spielbar. Unterschieden werden die Operationen in drei Schwierigkeitsgraden, dem Storymode (einfachster), dem Hardmode (mittelschwer) sowie dem Nightmaremode (schwierigster), wobei diese eine stark unterschiedliche Grundschwierigkeit haben. So ist zum Beispiel der Nightmaremode der Operation „Die Ewige Kammer“ nicht so fordernd wie der Hardmode der Operationen „Explosiver Konflikt“ oder „Schrecken aus der Tiefe“.

### Flashpoints
Zusätzlich zu den Operationen gibt es im Spiel noch die sogenannten Flashpoints. Diese sind wie die Operationen auch instanziiert jedoch für Gruppen von 4 Spielern ausgelegt. Den ersten Flashpoint kann man auf Seiten der Republik sowie des Imperiums mit dem erstmaligen Erreichen der jeweiligen Flotte betreten. Im weiteren Spielverlauf kommen immer weitere Flashpoints hinzu. Im Gegensatz zu den wöchentlichen Lockouts bei den Operationen können die Flashpoints unendlich oft betreten und abgeschlossen werden. Viele dieser Flashpoints haben zum normalen Schwierigkeitsgrad einen zweiten, den Hardmode, der ab Stufe 50 verfügbar wird. In diesen wird die Stufe der Gegner auf den Maximallevel angehoben und der Schwierigkeitsgrad erhöht. Dementsprechend wird auch die Qualität, sowie der Wert der erbeuteten Gegenstände erhöht und die Menge der erhaltenen Credits dem Level angepasst.
Insgesamt gibt es derzeit 17 Flashpoints, wobei jeweils 3 Flashpoints nur von einer entsprechenden Fraktion betreten werden können. Die restlichen 11 Flashpoints können von beiden Fraktionen betreten werden.

### Kriegsgebiete (PvP)
Neben dem Open-World-PvP auf PvP-Servern bietet das Spiel für alle Servertypen instanziierte PvP-Kriegsgebiete. In diesen stehen sich Teams aus 8 Spielern gegenüber, um das jeweilige Ziel des Gebietes zu erreichen. Nach Abschluss eines Kriegsgebietes erhält der Spieler Erfahrungspunkte, Credits, Kriegsgebietauszeichnungen (für den Kauf von PvP-Gegenständen) und Tapferkeitspunkte. Mit letzterem verbessert der Spieler seinen Tapferkeitsrang, welcher Zugang zu exklusiver PvP-Rüstung bietet.
Mit Patch 1.4 wurde die Vorsaison der gewerteten Kriegsgebiete eingeführt. Der Unterschied zu den „normalen“ Kriegsgebieten ist, dass man für eine Teilnahme ein Team aus 8 Spielern formen muss, bevor man die Warteliste betritt. Spieler erhalten dann nach 10 Spielen ihren ersten Rang. Mit höherem Rang erhält man Zugriff auf spezielle PvP-Güter.
Derzeit umfasst das Spiel sechs Kriegsgebiete: Alderaanischer Bürgerkrieg, Die Voidstar, Huttenball, Huttenball-Quesh, Novare Küste und Die alten Hyperraumtore.
Mit Patch 2.4 wurden grundlegende Änderungen eingeführt. Die 8-gegen-8-Ranglisten-Kriegsgebiete wurden aus der Liste für Ranglisten-Kriegsgebiete entfernt. Gewertetes PvP ist nur noch in den neu hinzugefügten 4-gegen-4-Arenen möglich. Mit Patch 2.4.3 startete dann die lang ersehnte PvP-Saison 1. Mit Patch 2.7 „Invasion“ wurden PvP-Missionsterminals in allen Kriegsgebieten installiert. Mit Patch 3.0 „Shadow of Revan“ soll[veraltet] die dritte PvP-Saison enden.
Derzeit umfasst das Spiel vier Kriegsgebiet-Arenen: Orbitalstation-Arena, Tatooine-Schlucht-Arena, Corellia-Platz-Arena und Makeb-Tafelberg-Arena.

## Erweiterungen
| Titel                                       | Veröffentlichung |
| ------------------------------------------- | ---------------- |
| Aufstieg des Huttenkartells (Stufe 51-55)   | 14. April 2013   |
| Galactic Starfighter                        | 4. Februar 2014  |
| Galactic Strongholds                        | 14. Oktober 2014 |
| Shadow of Revan (Stufe 56-60)               | 9. Dezember 2014 |
| Knights of the Fallen Empire (Stufe 61-65)  | 27. Oktober 2015 |
| Knights of the Eternal Throne (Stufe 66-70) | 2. Dezember 2016 |
| Onslaught (Stufe 71-75)                     | 22. Oktober 2019 |
| Legacy of the Sith (Stufe 76-80)            | 15. Februar 2022 |

### Aufstieg des Huttenkartells
Durch die Erweiterung „Aufstieg des Huttenkartells“ wurde der Maximallevel von 50 auf 55 erhöht. Außerdem wurde der eigens für Star Wars: The Old Republic erstellte Planet Makeb eingebaut.
Aufstieg des Huttenkartells erschien in Deutschland am 14. April 2013 als digitale Downloadversion zum Preis von 17 Euro (8 Euro für Abonnenten). Spieler, die Aufstieg des Huttenkartells vor dem 8. Januar 2013 um 6.59 Uhr MEZ vorbestellt hatten, erhielten außerdem automatisch fünf Tage vorzeitigen Spielzugang. Am 10. September 2013 kündigten die Entwickler an, dass aktive Abonnenten die Erweiterung ab dem 12. September 2013 kostenlos als Vorteil im Abonnement-Belohnungsprogramm erhalten. Seit Oktober 2019 dürfen auch Gratisspieler kostenlos auf die Erweiterung zugreifen.
Neu seit Aufstieg des Huttenkartells:
- Maximalstufe auf 55 erhöht.
- Neuer Planet Makeb mit neuen, storybasierten Missionen.
- Erweiterte Crew-Fähigkeiten mit neuen, erlernbaren Gegenständen.
- Makrofernglas- und Suchdroidenfeature.
- Neue Operation: Abschaum und Verkommenheit
- Vier bereits im Spiel enthaltene Flashpoints, die auf den neuen Maximallevel angehoben wurden.
- Neue Endgame-Ausrüstungen für PvP und PvE

### Galactic Starfighter
Am 8. Oktober 2013 kündigte Bioware die zweite Erweiterung, Galactic Starfighter, offiziell an. Es führte Mehrspieler-Raumkämpfe ein. Spieler erhalten für das Abschließen von Raumkämpfen Schiffs- und Flottenrequisition, mit denen sie ihre Raumjäger verbessern oder neue kaufen können. Im Kartellmarkt besitzen Spieler die Möglichkeit, kosmetische Anpassungen für ihre Raumjäger zu erhalten.
Derzeit sind vier verschiedene Raumschiffsklassen, Scout, Jagdbomber, Bomber und Kampfschiff, mit jeweils vier Modellen spielbar, die mit spezifischen Waffen und Fähigkeiten ausgerüstet sind.
Galactic Starfighter erschien kostenlos vorab als frühzeitiger Zugang für Abonnenten am 3. Dezember 2013. Spieler mit bevorzugtem Status erhielten am 14. Januar 2014 kostenlosen Zugriff. Ab dem 4. Februar 2014 wurde Galactic Starfighter dann als kostenlos spielbare Erweiterung für alle Spieler angeboten.
Es gibt zurzeit drei verschiedene Karten, die sich in zwei verschiedenen Spielmodi (Team Deathmatch und Herrschaft) spielen lassen. Es gibt sowohl die Möglichkeit, Republik gegen Imperium zu spielen, als auch Testkämpfe zwischen zwei Teams derselben Fraktion auszutragen.
Bei Team Deathmatch ist das Ziel, 50 Gegner zu zerstören, bevor die Zeit abläuft. Das Team mit den meisten zerstörten Gegnern nach Ablauf der Zeit gewinnt. Wenn ein Team vor Ablauf der Zeit 50 Gegner zerstört hat, gewinnt es und das Spiel ist vorbei.
Bei dem Spielmodus Herrschaft geht es darum, drei Satelliten zu erobern und durch die Kontrolle der Satelliten Punkte zu sammeln. Für jeden kontrollierten Satelliten gibt es pro Sekunde einen Punkt, die Maximalpunktzahl liegt bei 1000. Für das Spielende gelten dieselben Regeln wie im Team Deathmatch.

### Galactic Strongholds
Als Abonnent hat man mit dem Spiel-Update 2.9 am 18. September 2014 erstmals Zugriff zur digitalen Erweiterung Galactic Strongholds. Die Spieler mit bevorzugtem Status konnten auf die Erweiterung ab dem 16. September 2014 und die Gratisspieler ab dem 14. Oktober 2014 zugreifen. Die größten Erneuerungen waren die Festungen und Gilden-Flaggschiffe.
Festungen gibt es auf Tatooine, Nar Shaddaa, Dromund Kaas und Coruscant und seit dem Patch 3.3 auch auf Yavin 4. Mit späteren Updates wurden zwei weitere Festungen implementiert: Manaan (5.3) und ein Zug auf Umbara (5.4). Auf jedem dieser Planeten gibt es ein Festungsverzeichnis, in dem eine Festung gekauft werden kann – mit Ausnahme des Zuges auf Umbara, der Zugang dafür liegt auf Odessen. Weitere Festungsverzeichnisse hat man auch auf der Imperialen beziehungsweise auf der Republikanischen Flotte. Wenn man als Republikaner zu einer Festung auf dem Hauptplaneten des Imperiums Dromund Kaas möchte, ist man verpflichtet, 1000 Credits zu bezahlen, um einen Schmuggler anzuheuern. Selbiges gilt für Imperiale. Dies funktioniert nur innerhalb eines Vermächtnisses, Schmuggler und Agenten müssen ihrerseits nur 500 Credits zahlen.
Die erste Festung kostet 5000 Credits oder 1200 Kartellmünzen, folgende werden teurer. Sobald man eine Festung gekauft hat, kann man jederzeit, indem man die Taste U drückt, zu seiner Festung reisen. Man kann alle sieben Festungen besitzen (durch die Serverzusammenlegung auch mehrfach), jedoch nur sechs aktive haben. Wenn eine Festung mit Credits gekauft wurde, kostet die Reaktivierung erneut die Aktivierungskosten in Credits, ansonsten nicht. Anfangs besitzt man nicht die ganze Festung, sondern muss sich nach und nach Räume kaufen. Den Zug auf Umbara kann man nicht mit Credits oder Echtgeld kaufen, sondern muss ihn erspielen, beim Abschluss gewisser Aufgaben erhält man eine spezielle Währung („Token“), die dafür aufgewendet werden kann. Die Festung auf Yavin, der Palast auf Nar Shadaa und das Gehöft auf Tatooine sind am weitläufigsten, die später hinzugekommenen Behausungen auf Manaan und Umbara sind deutlich kleiner und haben auch weniger Räume zum Freischalten, was sie sowohl in Ingame-Credits wie auch in Echtgeld preiswerter macht als frühere Behausungen.
Die Festung wird vom Spieler selbst eingerichtet, dafür wurde extra ein Bearbeitungsmodus eingeführt. Dekorationen kann man im Galaktischen Handelsnetz, bei Operationen, bei Flashpoints oder bei Quests bekommen. Sie können auch einfach von Gegnern gedroppt werden. Auf allen sieben Planeten und auf der Republikanischen beziehungsweise Imperialen Flotte gibt es einen Festungskommissar, der einem eine Aufgabe gibt, bei der man sich eine Festung kaufen muss und als Belohnung eine Auswahl von Gegenständen für die eigene Festung bekommt.
Das Ausbauen und Dekorieren einer Festung lohnt sich für Spieler, die spezielle Spielziele erreichen wollen („Eroberungen“), da diese die gewonnenen Erfahrungspunkte für diese Spielziele erhöhen (bis zu 150 % bei sechs voll ausgebauten Festungen).
In der Festung können mehrere Spieler wohnen. In einer Gilde kann sich der Anführer aus der Gildenbank eine Festung kaufen, die als Quartier genutzt wird.
Ein Gilden-Flaggschiff funktioniert in etwa gleich, es ist jedoch ein Schiff, das vom Anführer gekauft werden muss und es ist wesentlich größer als eine Festung. Das Flaggschiff lässt sich wie eine Festung gestalten. Auch hier müssen extra Räume beziehungsweise Decks gekauft werden.

### Shadow of Revan
Die Erweiterung Shadow of Revan erschien im Dezember 2014. In der Handlung war der Hauptcharakter aus Star Wars: Knights of the Old Republic der Antagonist. Die Erweiterung ist seit Oktober 2019 auch für alle Gratisspieler kostenfrei verfügbar.

### Knights of the Fallen Empire
Die digitale Erweiterung Knights of the Fallen Empire konzentriert sich wieder auf Storytelling. KotFE war für alle Abonnenten kostenlos ab dem 20. Oktober 2015 und für Bevorzugte und Free-to-Play-Spieler im Verkauf ab dem 27. Oktober 2015 verfügbar. Wer nach der Veröffentlichung Abonnent war, behält in der Regel als bevorzugter Spieler den Zugriff auf Knights of the Fallen Empire. Die Geschichte der Erweiterung wurde in mehrere Kapitel unterteilt. Das 16. Kapitel „Die Schlacht von Odessen“ wurde am 8. November 2016 veröffentlicht und stellt das Ende der Erweiterung Knights of the Fallen Empire dar.

### Knights of the Eternal Throne
Am 2. Dezember 2016 erschien die nächste Erweiterung mit dem Titel Knights of the Eternal Throne. Die Erweiterung wurde zum fünfjährigen Jubiläum von SWTOR veröffentlicht. Die Geschichte ist die direkte Fortsetzung von Knights of the Fallen Empire. Mit dieser Erweiterung ist es möglich, Stufe 70 zu erreichen.

### Onslaught
Auf der Star Wars Celebration 2019 wurde zu Star Wars The Old Republic die kommende Erweiterung mit dem Titel Onslaught angekündigt. Die Erweiterung sollte ursprünglich im September 2019 erscheinen, allerdings verschob man das endgültige Erscheinungsdatum auf den 22. Oktober 2019. Die Erweiterung ist für alle Abonnenten von SWTOR ohne zusätzliche Kosten verfügbar und behandelt die Geschichte rund um den neu aufgeflammten Krieg zwischen der Galaktischen Republik und dem Sith-Imperium.

### Legacy of the Sith
Am 15. Februar 2022 erschien mit Legacy of the Sith das Game Update 7.0, welches eine neue Geschichte rund um Darth Malgus erzählt. Weitere Neuerungen sind unter anderem die neue Level Obergrenze von 80, ein neuer Planet „Manaan“, sowie der neue Flashpoint Elom, welcher zu der Ruine einer alten Sith-Festung führt. Ebenfalls mit Update 7.0 startete die 2. Galaktische Season, sowie die 14 PvP Season. Bis Januar 2023 fand zudem die Feier zum 10-jährigen Jubiläum von Star Wars: The Old Republic statt, welche unter anderem viele zeitlich begrenzte Angebote und spezielle Händler enthielt.
Am 2. August 2022 folgte der erste Patch 7.1 Digging Deeper, welcher eine neue Operation, sowie neue Tägliche Missionen auf Manaan enthielt. Zudem wurde die Story um Darth Malgus weiter erzählt.

## Technik

### Zur Technik
Star Wars: The Old Republic wurde bisher ausschließlich für Windows-PCs veröffentlicht. Anders als in bisherigen Titeln aus dem Hause BioWare wurde die Spiel-Engine in SWTOR nicht selbst entwickelt. Stattdessen kommt die extern entwickelte HeroEngine des Londoner Unternehmens Idea Fabrik zum Einsatz.
Die Spielwelt wird komplett in einer dreidimensionalen Grafik dargestellt. Damit das Spiel auf möglichst vielen PC-Konfigurationen flüssig läuft, sieht diese allerdings nicht photorealistisch aus, sondern wirkt leicht comicartig. Die Entwickler nennen dies stilisierter Realismus. Als Gründe für dessen Einsatz führte das Unternehmen, neben generell niedrigeren Hardwareanforderungen, einen zeitloseren Stil und die Vermeidung des Uncanny Valley an.
Am 31. Juli 2013 wurde ein neues Startprogramm eingeführt, welches das Spielen im Stream ermöglicht. Dadurch ist ein Start des Spiels bereits möglich, bevor die kompletten Spieldateien heruntergeladen wurden.

### Servertypen
Der Spieler wählt zum Spielen eine übergeordnete Region aus, auf dem er seine Charaktere erstellt. Es gibt zwei Regionen: Nordamerika und Europa. (Die Server in Asien wurden im August 2013 abgeschaltet und die dort verbliebenen Spieler wurden auf die verschiedenen Server in den USA transferiert). In jeder Region gab es verschiedene Server, die sich neben den Sprachen (in Europa waren das bisher Französisch, Deutsch und Englisch)(in Amerika werden die Server in Ostküste und Westküste unterteilt) in vier Typen unterschieden. Zum einen gab es die Unterscheidung zwischen PvE (Player versus Environment)- und PvP (Player versus Player)-Servern. Auf letzterem war der offene Kampf zwischen Spielercharakteren unterschiedlicher Fraktionen während des Questens möglich, während auf PvE-Servern der Kampf gegen computergesteuerte Gegner und das Lösen von Quests im Vordergrund standen. Zudem gab es für beide Servertyp eine Rollenspielvariante, auf der spezielle Regeln galten, z. B. für den Umgang innerhalb der Spielwelt.
Mit Update 5.5 United Forces am 8. November 2017 wurden die bis dahin existierenden Server zusammengelegt und umbenannt. Damit gibt es nur noch Server an der Ostküste Nordamerikas und jeweils einen Server für die Sprachen Englisch, Deutsch und Französisch in Europa. Die Unterteilung zum PVE findet nun mittels „Instanzen“ statt, die auf demselben Server liegen und die man durch Aufrufen der aktuellen Planetenkarte bereisen kann. Sie ist speziell markiert, so dass man dort nicht aus Versehen hineinwechselt.

## Entwicklung

### Konzept und Produktionskosten
Das Spiel wurde vom kanadischen Spieleentwickler BioWare entwickelt, welcher bereits Star Wars: Knights of the Old Republic (kurz KotOR) produziert hat. Nicht zuletzt durch den Erfolg dieses Spiels (u. a. Game Developers Choice Awards 2004 als „Spiel des Jahres“) waren die Erwartungen an den neuen Videospiel-Titel relativ hoch. BioWare hatte das Ziel, mit diversen Innovationen neue Maßstäbe zu setzen. So soll laut den Entwicklern insbesondere die Geschichte eine besondere Stellung einnehmen: „Uns ist es wichtig, die weltweit besten Spiele mit einer starken Geschichte zu kreieren. Wir glauben, dass die fesselnden, interaktiven Geschichten, die in Star Wars: The Old Republic erzählt werden, eine wesentliche Innovation im MMO-Genre darstellen und ein Erlebnis schaffen werden, das es nie zuvor gegeben hat.“
Erstmals wurde die bisher übliche Textausgabe der Dialoge auf dem Bildschirm durch eine komplette Sprachausgabe (Untertitel nur bei Aliensprachen) sowohl für Spieler- als auch Nicht-Spieler-Charaktere (kurz: NSC) ersetzt. Zu diesem Zweck kamen mehrere hundert Sprecher zur Vertonung zum Einsatz. Das Spiel wurde in allen angekündigten Sprachen voll lokalisiert.
EA widersprach wiederholt Gerüchten, die Entwicklung des Spiels habe bis 2011 rund 300 Mio. US$ gekostet. Gegenüber Investoren erklärte das Unternehmen, es habe deutlich weniger investiert ohne die Summe einzugrenzen. Nach Aussagen des Unternehmens wird das Spiel ab 500.000 Abonnenten profitabel sein. Nach einem Bericht der LA Times vom Januar 2012 wandte Publisher Electronic Arts 200 Millionen US-Dollar für die Entwicklung auf, rund 800 Personen sollen an der Entwicklung beteiligt gewesen sein.
Ursprünglich basierte das Geschäftsmodell auf monatlichen Abonnements. Wegen sinkender Nutzerzahlen wurde jedoch nach der Veröffentlichung am 15. November 2012 mit Implementierung des Patch 1.5 das Spiel weltweit durch eine Free-to-play-Variante ergänzt, welche es den Spielern erlaubt, kostenlos alle acht Charakterklassen bis zum damaligen Maximallevel von 50 zu spielen. Für Nutzer des Free-to-play-Angebotes gibt es jedoch einige Einschränkungen im Spiel gegenüber dem weiter erhältlichen Abonnement. So soll es Abonnenten weiterhin möglich sein, Zugriff auf alle Spielinhalte zu behalten. Zudem erhalten Abonnenten als Ausgleich eine fixe Menge einer Spielwährung, welche sie gegen exklusive Spielinhalte eintauschen können.

### Marketing
LucasArts kündigte im Oktober 2008 den Titel offiziell an. Auf der Electronic Entertainment Expo im Juni 2009 wurde der Presse der erste Trailer für das Spiel gezeigt, welcher den Namen Deceived trug. In diesem wird der Überfall der Sith auf den Jedi-Tempel auf Coruscant gezeigt. Darüber hinaus wurde die erste Demonstration des Gameplays vorgestellt. Auf der gamescom im August 2009 wurde das Material dann auch der breiten Öffentlichkeit vorgeführt. Im Oktober wurde auf der offiziellen Webseite die Registrierung für den Spieltest geöffnet. Binnen kürzester Zeit waren die Server aufgrund des Anmeldeansturmes überlastet und vorübergehend nicht oder nur schwer erreichbar. Auf der Electronic Entertainment Expo 2010 wurde der Trailer Hoffnung präsentiert. Die Spieltests liefen seit Anfang Sommer 2010 für Tester aus Nordamerika und wurden zu einem späteren Zeitpunkt auf andere Kontinente ausgeweitet. Auf der Electronic Entertainment Expo 2011 wurde der Trailer Rückkehr präsentiert.

### Musik
Die Musik wurde von Mark Griskey und Wilbert Roget, II. komponiert. Zudem wurden bekannte Titel aus den Star-Wars-Filmen von John Williams verwendet.

## Unregelmäßigkeiten in der Veröffentlichungspolitik
Im Zuge der Vorveröffentlichung kam es zu einer unübersichtlichen Situation für Kunden, die die Special-Edition Version bestellt hatten. Insgesamt gab es drei unterschiedliche Veröffentlichungstermine. Der normale Termin und der Verkauf des Spiels im Ladengeschäft startete am 20. Dezember 2011. Der Pre-Release für Kunden, die die normale Spielversion vorbestellt hatten, fand fünf Tage früher, am 15. Dezember 2011 statt. Das Pre-Release für die Käufer der Special-Edition-Version war für den 13. Dezember 2011 angesetzt, jedoch erhielten nur amerikanische Kunden auch von Anfang an einen Serverzugang. Entgegen anders lautenden Mitteilungen von Bioware an europäische Kunden erhielten diese erst mit einer Verzögerung gegenüber den amerikanischen Kunden eine Freischaltung für ihr Spiel und konnten sich erst zwischen dem 13. und 15. Dezember 2011 einloggen. Wobei auch berücksichtigt werden muss, dass man, je früher die Vorbestellung erfolgte, auch früher ins Spiel durfte.

## Rezeption

### Bewertungen in Spielemagazinen
Besonders positiv wurde die glaubhafte Star Wars Atmosphäre bewertet. Zustande kommt diese durch eine durchweg gute Synchronisation, die Original Star-Wars-Filmmusik und die ansprechende, wenn auch teilweise detailarme Grafik des MMOs. Ebenfalls positiv wurde die Umstellung auf die eingeschränkte Free-to-play-Version und die gut ausbalancierten Charakterklassen aufgefasst.
Negativ bewertet wurden vor allem zu Anfang der Spielhistorie die zahlreichen Bugs und das schwankende Questniveau. Vor allem mit zunehmender Spieldauer fehlt die Abwechslung in den Quests und die Hauptquest wird künstlich in die Länge gezogen. Daher verlassen viele Spieler bereits nach wenigen Monaten das Spiel, was zu sinkenden Spielerzahlen führt. Gamasutra zählte im Dezember 2012 die negative Entwicklung des Spiels nach dem erfolgreichen Start zu den fünf größten Enttäuschungen des Jahres. Die hohen anfänglichen Verkaufszahlen werden als die letzten guten Nachrichten zu The Old Republic bezeichnet.

### Auszeichnungen
- 2010 – Nominierung bei der GamesCom für den „Best of“-Award
- 2010 – Nominierung bei der GamesCom in der Kategorie „Bestes Onlinespiel“[35]
- 2013 – Nominierung beim MMO of the year in der Kategorie „Bestes klassisches Download MMO“

### Nutzerzahlen
Nach der Veröffentlichung von Star Wars: The Old Republic wuchsen die Nutzerzahlen schnell auf 1,7 Millionen Spieler an. Im Mai 2012 musste Electronic Arts aber bekannt geben, dass die Zahl der aktiven Spieler um etwa 25 Prozent auf ein Niveau von 1,3 Millionen Nutzer zurückgegangen ist.
Ende Juli 2012 gab Electronic Arts einen weiteren Rückgang der aktiven Spieler bekannt, der nun nicht mehr exakt beziffert wurde, sondern lediglich eingegrenzt wurde zwischen 500.000 und eine Million aktive Spieler. In diesem Zuge gab EA eine Umstellung des Bezahlmodells bekannt, in deren Folge Star Wars: The Old Republic ab Herbst 2012 als Free-to-play- und Pay-to-Play-Hybrid weitergeführt wurde.
Im Mai 2013 wurde während des Electronic Arts Earnings Call das erste Mal seit mehreren Monaten wieder eine konkrete Zahl der Abonnenten genannt. Demnach verzeichnet das Spiel um die 500.000 Abonnenten. Seit der Umstellung auf Free-to-play hatte das Spiel 1,7 Millionen neue Spieler gewonnen und die Einnahmen wurden fast verdoppelt.

## Bücher zum Spiel

### Romane
- Star Wars: The Old Republic – Eine unheilvolle Allianz von Sean Williams, Panini Verlag, August 2010, ISBN 978-3-8332-2036-4.
- Star Wars: The Old Republic – Betrogen von Paul S. Kemp, Panini Verlag, Juli 2011, ISBN 978-3-8332-2249-8.
- Star Wars: The Old Republic – Revan von Drew Karpyshyn, Panini Verlag, März 2012, ISBN 978-3-8332-2373-0.
- Star Wars The Old Republic – Vernichtung von Drew Karpyshyn, Panini Verlag, Februar 2013, ISBN 978-3-8332-2608-3.

### Comics
- Star Wars: The Old Republic – Bedrohung des Friedens (Sonderb. 59) von Rob Chestney, Panini Verlag, Dezember 2010, ISBN 978-3-86607-973-1.
- Star Wars: The Old Republic – Threat of Peace von Rob Chestney, Dark Horse, 18. Mai 2011 ISBN 978-1-59582-642-8
- Star Wars: The Old Republic – Blut des Imperiums (Sonderb. 61) von Alexander Freed, Panini Verlag, April 2011, ISBN 978-3-86201-109-4.
- Star Wars: The Old Republic – Blood of the Empire Alexander Freed, Dark Horse, 22. Februar 2011, ISBN 978-1-59582-646-6
- Star Wars: The Old Republic – Verlorene Sonnen (Sammelband) von Alexander Freed, Panini Verlag, April 2012, ISBN 978-3-86201-318-0.

### Sachbücher
- Star Wars: The Old Republic – Encyclopedia (englisch) von Ian Ryan, Charles Boyd, Hall Hood und Joanna Berry, DK ADULT, Oktober 2012, ISBN 978-0-7566-9839-3.
- The Art and Making of Star Wars – The Old Republic (englisch) von Frank Parisi und Daniel Erickson, Chronicle Books, November 2011, ISBN 978-0-8118-7500-4.